# The Hub
The Hub is een fictieve plek van de Amerikaanse televisieserie That '70s Show van Fox Networks, gevestigd in Point Place, Wisconsin. 

## Over The Hub
The Hub is een uitgaansplek voor de plaatselijke jongeren. De hoofdrolspelers van de serie, Steven Hyde, Eric Forman, Michael Kelso, Fez, Donna Pinciotti en Jackie Burkhart, komen vaak op deze plek. Ook komt Leo Chingkwake weleens langs. Er wordt vooral fastfood klaargemaakt voor de jongeren door de eigenaar Frank (gespeeld door Mitch Hedberg). Er staan verschillende speelmachines, zoals een flipperkast en Space Invaders.

## Space Invaders
In de aflevering Donna's Story vertelt Steven in The Hub aan Jackie dat Kelso haar 50 dollar gebruikt heeft voor een flipperkast. Kelso zegt dat hij voor elke dollar die hij erin gooit, de helft terugkrijgt en dat hij denkt dat dat vijftig procent winst is. Fez zegt daarop dat het een vijftig procent verlies is. Kelso reageert met de zin: "Het is moeilijk voor een buitenlander om ons kapitalistische systeem te begrijpen, maar dit gaat om kwartjes en niet om kikkers of kippen". Fez reageert erop: "Daar ga ik echt niet op reageren, want ik zou niet weten hoe". Kelso probeert het goed te maken, hij zegt: "Maar Fez...", waarop Fez zegt: "Lik m'n reet!".
Later heeft Kelso de sleutel van de flipperkast weten te bemachtigen en opent hij de machine. Er zit geen kwartje in, niemand speelt op de kast. Fez zegt: "Ik zou wel spelen, maar mijn kikkers en kippen passen er niet in". Kelso zegt dat Jackie in een bikini voor de flipperkast moet gaan staan, om meer klanten te lokken. Jackie weigert, omdat het anders een 'rotzooitje' wordt. Kelso bedenkt dat hij dan pamfletten kan ophangen met een foto van Jackie in een bikini. Dat vindt Jackie goed. Fez heeft er eentje in zijn zak. Hij zegt: "Hou maar, ik heb er genoeg". Kelso komt later weer in The Hub en zit dat de flipperkast vervangen is door Space Invaders. Fez heeft aan de eigenaar verteld dat flipperen uit is en Space Invaders in.